# Theloderma rhododiscus
Theloderma rhododiscus es una especie de ranas de la familia Rhacophoridae que habitan en el sudeste de China y en el norte de Vietnam. 
Esta especie se encuentra amenazada de extinción debido a la destrucción de su hábitat natural.